# Anlernberuf
Als Anlernberuf wurden in Deutschland bis zur Verabschiedung des Berufsbildungsgesetzes 1969 Ausbildungsberufe bezeichnet, die innerhalb von zwei Jahren erlernbar sind. In der aktuellen Berufs- und Wirtschaftspädagogik wird der Begriff nur noch selten verwendet. Heutzutage entspricht dem Begriff Anlernberuf die Hilfsarbeitskraft, also ein Beruf, der nach kurzer innerbetrieblicher Schulung – ohne reguläre Berufsausbildung oder Berufsschule – ausgeübt werden kann. Es handelt sich hierbei vornehmlich um Tätigkeiten, die keiner besonderen Qualifikation bedürfen. In diesem Zusammenhang wird häufig auch vom Hilfsarbeiter oder der Aushilfskraft gesprochen. 
Beispiele für Anlernberufe sind Torfwerker, Transporthelfer oder Uhrteilsetzer. In Deutschland gab es ein Verzeichnis der in der Bundesrepublik Deutschland anerkannten Lehr- und Anlernberufe, das heute Verzeichnis der anerkannten Ausbildungsberufe heißt. Bis Anfang der 1960er wurden "Lehr- und Anlernberufe" in der Berufsstatistik gemeinsam erfasst. Anlernberufe galten als wenig angesehen, da sie in der Gesellschaft als „niedere“ Arbeit eingeschätzt werden. Da sowohl Eltern als auch Bewerber die Bezeichnung "Anlernberuf" als Ausdruck einer nicht vollständigen und sachgemäßen Ausbildung empfanden, ging die Zahl der in Anlernberufen Ausgebildeten stark zurück.
Angelernte Arbeitskräfte können sich während ihrer langjährigen Tätigkeit mit der Zeit zu fachkundigen Mitarbeitern (insbesondere in der Bau- und Landwirtschaft) qualifizieren. Mitarbeiter in Anlernberufen werden in der Regel – gegenüber gelernten Facharbeitern – schlechter bezahlt. Daher ist berufsbegleitende Weiterbildung ein wichtiger Aspekt der sozialen Förderung. 